# Parco nazionale di Pench (Maharashtra)
Il parco nazionale di Pench è un'area naturale protetta indiana che si trova nel Maharashtra. È stato istituito nel 1975 e occupa una superficie di 25.726 ettari. Dal 1999 è ufficialmente anche riserva della Tigre (Tiger reserve). Nel parco vivono 33 specie di mammiferi, 164 specie di uccelli, 50 di pesci, 10 di anfibi, 30 di rettili, e una gran varietà di insetti.

## Fauna
Pench ospita una delle più grandi popolazioni di tigre dell'India, e questo grazie all'abbondanza di prede; se in altre zone, infatti, le tigri devono occupare territori di almeno 50 km² per avere a disposizione abbastanza cacciagione, in questo parco, grazie alla densità di erbivori, possono accontentarsi anche di soli 5 km². Ciò permette a molti felini di vivere in uno stesso posto. 
Tra le prede che le tigri e gli altri predatori del parco cacciano, ci sono cervi pomellati, sambar, cinghiali, antilopi azzurre, bufali indiani, pavoni ed entelli.
Oltre alla tigre, vivono nel parco altri grandi predatori. I più diffusi sono i leopardi, presenti a Pench con una popolazione quasi doppia di quella delle tigri. Sebbene i due grandi felini siano presenti in gran numero, l'alta densità di prede fa sì che essi non entrino in conflitto: di fatto, a Pench, gli scontri fra leopardo e tigre sono quasi inesistenti, e riguardanti soprattutto la difesa della prole. Anche i grandi canidi trovano rifugio a Pench; nel parco, infatti, sono presenti alcune popolazioni di cuon (detto anche dhole, cane rosso o cane selvatico asiatico), un raro canide selvatico a rischio di estinzione che vive in branchi, e di lupo, animale che, in India, è diventato raro.
Nel parco sono presenti anche altri mammiferi, come l'orso labiato, lo sciacallo dorato, il pangolino l'elefante asiatico e molti altri, oltre che uccelli (come il gallo bankiva), anfibi e rettili (come il pitone delle rocce indiano).

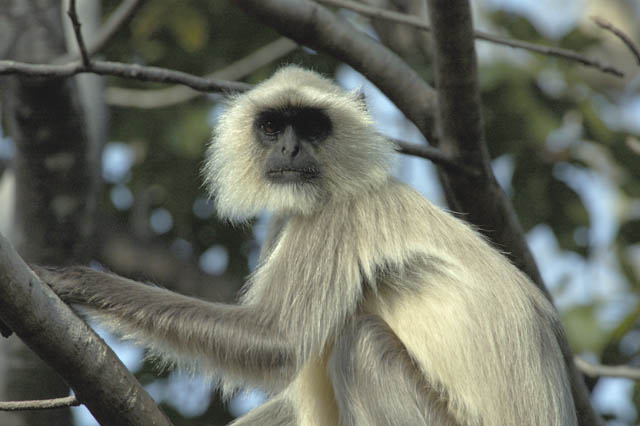